# أسطورة علمية

يشكل إسحاق نيوتن وشجرة التفاح الرواية الأسطورية الشعبية لتفسيره لنظرية الجاذبية الكونية.

الأسطورة العلمية هي أسطورة حول العلم، أو أسطورة أو حقيقة يُعتقد عمومًا أنها علمية. غالبًا ما تقدم الاكتشافات العلمية بطريقة أسطورية مع تقديم النظرية على أنها ومضة درامية من البصيرة من قبل فرد بطولي، وليس نتيجة للتجربة المستمرة والمنطق. على سبيل المثال، عادة ما يقدم قانون نيوتن للجاذبية العالمية كنتيجة لسقوط تفاحة على رأسه. لقد كان ملاحظة نيوتن لتفاحة تسقط جزءًا من تحفيزه على التفكير في المشكلة، ولكن الأمر استغرق منه حوالي عشرين عامًا لتطوير النظرية بشكل كامل، ولذلك وصفت قصة التفاحة بأنها أسطورة. تشمل المفاهيم الخاطئة غير العلمية الأخرى فكرة أن الخفافيش عمياء.
إن مدى حدوث ذلك ومدى إشكاليته أمر قابل للنقاش. يقترح المؤرخ العلمي دوغلاس ألتشين أن الروايات الأسطورية مضللة لأنها تقدم النتائج كما تناقلتها شخصيات ذات سلطة وتقلل من أهمية الخطأ وحله بالطريقة العلمية. في الرد على هذا، اتفق ويسترلوند وفيربانكس على أن الروايات الرومانسية عن العلم تميل إلى تشويه طبيعته، ولكن في حالة اكتشاف مندل لقواعد الوراثة، يزعمون أن انتقاد ألتشين لدور مندل ومنطقه مبالغ فيه.

## قراءة إضافية
- Magnus Pyke (1962)، The Science Myth، Macmillan
- E. A. Bayne (1969)، The Social Reality of Scientific Myth, Science and Social Change، American Universities Field Staff
- Earl R. Mac Cormac (1976)، Metaphor and Myth in Science and Religion، Duke University Press
- Yehoyakim Stein (2005)، The Psychoanalysis Of Science: The Role Of Metaphor, Paraprax, Lacunae And Myth، Sussex Academic Press، ISBN:9781845190705